# Furcivena
Furcivena là một chi bướm đêm thuộc họ Crambidae.

## Các loài
- Furcivena cyanoxantha Meyrick, 1933
- Furcivena dialithalis Hampson, 1917
- Furcivena euclidialis (Hampson, 1906)
- Furcivena rhodoneurialis Hampson, 1898
- Furcivena strigiferalis Hampson, 1896